# DFV Juwelen Janecka
Der DFV Juwelen Janecka war ein österreichischer Frauenfußball-Verein am Wienerfeld im 10. Wiener Gemeindebezirk Favoriten. Der Verein war von 1989 bis 1993 in der Frauen-Bundesliga.

## Geschichte des Vereines
Christine Steffer gründete eine Frauenmannschaft beim SV Wienerfeld stieg in der Saison 1986/87 in die Frauenliga Ost auf und erreichte 1988 den 7. Platz. Schon im nächsten Jahr wurde die Mannschaft hinter der 2. Mannschaft von USC Landhaus und SC Neunkirchen Dritter und war deshalb für den Aufstieg in die Frauen-Bundesliga berechtigt. In der ersten Saison belegten die Wienerfelderinnen den 10. und in der zweiten den 7. Platz. In der Saison 1991/92 konnte mit Juwelen Janecka ein Sponsor gewonnen werden und der Verein spielte unter dem Namen SV Janecka Wienerfeld und wurde in den nächsten zwei Saisonen Letzter und stieg 1993 ab. In der 2. Liga Ost, der Verein wurde eigenständig und hieß nun seit einem Jahr DFV Juwelen Janecka und spielten auf dem Koci-Platz in Wien-Favoriten, wurden sie Vierter und schafften den Aufstieg in die oberste Liga nicht. Die weiteren Platzierungen waren 5. (1994/95), 7. (1995/96), 7. (1996/97) und 8. (1997/98). Zu Beginn der Saison 1998/99 wurde der Frauenfußballverein in DFC Juwelen Janecka umbenannt und wurde 9. (1998/99), 7. (1999/2000), 3. (2000/01), 7. (2001/02), 8. (2002/03), 9. (2003/04), 9. (2004/05), 8. (2005/06), 8. (2006/07) und 12. (2007/08) und stieg in die Landesliga ab. Die Frauenmannschaft spielte bis 2012 in der Wiener Frauen Landesliga, im Sommer 2012 wurde sie wieder in den SV Wienerfeld eingegliedert und musste in die Frauen 1. Klasse A absteigen. Die Frauenmannschaft vom SV Wienerfeld wurde 2019 aufgelöst.

## Titel und Erfolge
3. Platz der 2. Division Ost: 1989